# Futsal Club Litija
Il Klub Malega Nogometa Futsal Club Litija è stata una società slovena di calcio a 5 con sede a Litija.

## Storia
Il Litija era la società più titolata di Slovenia, vincitore di 10 campionati nazionali. per ragioni di sponsorizzazione era conosciuta con il nome di Assaloni Cosmos Litija e Lesna Litija. Al termine della stagione 2021-22, in polemica con la Federazione calcistica della Slovenia, la dirigenza annuncia lo scioglimento della società.

## Palmarès
- Campionato sloveno: 10
  - 1997, 1999, 2001, 2002, 2003, 2004, 2005, 2011, 2012, 2013
- Coppa di Slovenia: 9
  - 1996, 1999, 2000, 2002, 2003, 2010, 2011, 2012, 2014